# الدوري الشمالي لكرة القدم 1890–91
الدوري الشمالي لكرة القدم 1890–91 (بالإنجليزية: 1890–91 Northern Football League)‏ هو موسم من الدوري الشمالي لكرة القدم ‏. فاز فيه Middlesbrough Ironopolis F.C. ‏.